# Piet Broos
Petrus Jozef Broos (Zevenbergen, 16 december 1910 – Weert, 9 juli 1964) was een Nederlands auteur en illustrator van jeugdliteratuur, cartoonist en striptekenaar. Hij gebruikte verschillende pseudoniemen: Peebee, Oom Piet, Peter Buskin, Peter Fragilis, Pietro, Pivanz en Piet(er) van Zevenbergen.

## Biografie
Piet Broos werd op 16 december 1910 geboren in het Brabantse Zevenbergen. In 1923 ging hij naar het gymnasium in Sittard en na zijn eindexamen in 1929 keerde hij terug naar zijn ouders in Den Haag waar hij zijn eerste baantje kreeg bij boekhandel Govers. Hij volgde avondlessen op de Koninklijke Academie van Beeldende Kunsten in Den Haag en deed de schriftelijke Parijse ABC tekencursus. 
In 1940 huwde Piet met Toos Uijttenhout. Ze kregen negen kinderen. In 1942 verhuisde het gezin naar Weert, waar Piet op 9 juli 1964 op 53-jarige leeftijd overleed.

## Werk
Piet Broos schreef en illustreerde talloze kinder- en jeugdboeken, waaronder prentenboeken, kleurboeken, voorleesboeken en avonturenboeken.
Zijn eerste jeugdboeken werden uitgeven door Uitgeverij Helmond in 1938 – 1939 als populaire ’kwartjesboeken’. Uitgeverij H. Meulenhoff in Amsterdam gaf diverse boeken uit van Piet Broos in meerdere drukken en talen als Duits (voor Zwitserland), Zweeds, Noors en Slowaaks. Uitgever Mulder en Zoon uit Amsterdam publiceerde verschillende prentenboeken, met titels als Hobbeltje Langneus en Juffrouw Spits op reis. Deze werden vertaald in het Engels, Frans en Spaans. Vanaf 1949 schreef en illustreerde Piet Broos een 18-delige serie over heiligenlevens, getiteld Kleine boeken van grote heiligen. Eind jaren vijftig verschenen acht titels van zijn hand in de Toverfluitserie en drie titels in de serie Dikkie Kwik van Uitgeverij Helmond.
Broos maakte ook illustraties bij werk van andere auteurs. Zo illustreerde hij twaalf delen van de Pietje Prik-serie, geschreven door Lea Smulders, en de 24-delige Bijbel voor de jeugd, van de hand van Alphons Timmermans. Hij werkte regelmatig mee aan uitgaven voor het katholieke onderwijs, zoals leesmethoden, aardrijkskunde- en biologieboeken en bijbels voor de uitgeverijen R.K.Jongensweeshuis, later Zwijsen in Tilburg en Malmberg in ’s-Hertogenbosch met titels als De Meiboom, Luister eens!, Nieuwe keurlessen, Een nieuwe wereld, Lezen en nadenken en Kabouter Pim op verkenning door het land van de mensen.
Voor allerlei periodieken schreef en tekende Piet Broos bijdragen: versjes, verhalen, strips, knutselrubrieken en cartoons. Hij werkte voor jeugdbladen als Het weekblaadje voor de Roomsche jeugd, De Engelbewaarder, Sjors, Grabbelton, Het Kinder-Kompas, Kleuterblaadje, Taptoe en was hoofdredacteur van Onze Krant. Op de achterpagina van Okki verscheen tussen 1956 en 1965 het stripverhaal Ali Baba. Ook leverde hij regelmatig bijdragen voor de jeugdpagina’s van weekbladen als Katholieke Illustratie en Beatrijs, weekblad voor de vrouw, en de dagbladen Helmondse Courant en De Tijd. In de Maas- en Roerbode verscheen in 1946–1947 zijn populaire strip De avonturen van Jan Pierewiet, die ook in boekvorm werd uitgegeven. Cartoons tekende hij onder meer voor De Humorist (1933–1935), De Opmarsch (1935–1937), Katholieke Illustratie (1955–1959) en de Volkskrant (1961–1963).